# Wierchniaja Iwołga
Wierchniaja Iwołga (ros. Верхняя Иволга) – wieś w Rosji, w Buriacji, w rejonie iwołgińskim. W 2010 liczyła 981 mieszkańców.